# Mirosława Mycawka
Mirosława Alina Mycawka – polska językoznawczyni, dr hab. nauk humanistycznych, profesor uczelni Katedry Współczesnego Języka Polskiego Wydziału Polonistyki Uniwersytetu Jagiellońskiego.

## Życiorys
17 stycznia 2000 obroniła pracę doktorską Język propagandy komunistycznej w Polsce w latach 1945–1948 (wybrane zagadnienia), 10 kwietnia 2013 habilitowała się na podstawie pracy zatytułowanej Język polski XIV wieku. Wybrane zagadnienia. Jest profesorem uczelni Katedry Współczesnego Języka Polskiego Wydziału Polonistyki Uniwersytetu Jagiellońskiego. Od 2020 pełni funkcję prodziekana ds. rozwoju i promocji Wydziału Polonistyki UJ.